# 동방연서회
동방연서회(東方硏書會)는 1958년 6월에 창립된 대한민국의 서예연구단체이다.

## 창립 및 활동
창립된 목적은 서예의 발전을 위하여 서예 전반에 걸쳐 연구와 이에 따르는 제반사업을 전개함으로써 민족문화 향상과 창달에 기여함을 목적으로 한다. 초기회원은 김용진(金容鎭), 송치헌(宋致憲), 원충희(元忠喜), 김문현(金文顯), 김충현(金忠顯), 김응현(金膺顯), 홍진표(洪震杓), 송성용(宋成鏞), 배종승(裵宗承), 노수현(盧壽鉉), 정명순(鄭明旬), 김서봉(金瑞鳳), 이규숙(李圭淑) 등이다.
연례적으로 발표회를 가지고 부설기관으로 서예연구소를 설치하여 후진양성을 하고 있다. 1971년부터 서예의 정급자시제(正級者試制)를 실시하여 서도의 체계화와 길잡이의 역할에 힘쓰는 한편 지방의 서예가 지망자들을 위한 통신강좌를 실시하고 있다. 1983년 제21회 동방연서회전이 열렸다.
부설기관으로는 서예연구소, 문인화연구소, 한문학연구소, 동방서예강좌 등이 있다.

## 법인 등록
동방연서회는 ‘인간정신의 최대결정체인 문자향을 통해서 민족문화예술의 정수를 고양시키기 위한 연구와 제반사업을 전개하고, 민족문화 향상과 창달에 기여’하는 설립목적으로 1991년 4월 13일 문화체육관광부 소관의 재단법인으로 등록되었다. 사무실은 서울특별시 종로구 삼일대로30길 21, 603호 (낙원동, 종로오피스텔)에 위치하고 있다.

### 주요 사업
- 서법예술의 영역에 속하는 시서화전각 등의 연구와 국제교류
- 서법예술에 관한 자료와 금석의 발굴, 수집, 정리, 전시
- 전국학생휘호대회, 국제서법교류전, 동방연서회 개최
- 서법예술상 및 평론상 제정, 시상
- 서예전문지 발간 및 학습강습회